# El valent Despereaux
El valent Despereaux (títol original en anglès, The Tale of Despereaux) és una pel·lícula de fantasia d'aventures animada per ordinador del 2008 dirigida per Sam Fell i Rob Stevenhagen (en el seu debut com a director). Està basat en la novel·la homònima del 2003 de Kate DiCamillo. La pel·lícula està narrada per Sigourney Weaver i és protagonitzada per Matthew Broderick, Emma Watson, Robbie Coltrane, Dustin Hoffman, Richard Jenkins, Kevin Kline, Frank Langella, William H. Macy, James Nesbitt, Tony Hale, Christopher Lloyd, Tracey Ullman, Ciarán Hinds i Stanley Tucci. L'animació va ser proporcionada per Framestore Animation.
Es va estrenar als Estats Units el 19 de desembre de 2008 per Universal Pictures. La pel·lícula és la segona pel·lícula d'animació per ordinador distribuïda per Universal Pictures, després de The Pirates Who Don't Do Anything: A VeggieTales Movie. La pel·lícula va recaptar 86,9 milions de dòlars amb un pressupost de 60 milions de dòlars i va rebre crítiques generalment contradictòries: molts crítics van elogiar la pel·lícula per la seva animació, la seva interpretació de veu i el personatge principal, però es van queixar que tenia una història poc original i confusa.
La pel·lícula es va estrenar als cinemes el 19 de desembre de 2008 amb Universal Pictures. La pel·lícula es va estrenar en DVD i Blu-ray el 7 d'abril de 2009. Un llançament de Blu-ray també va incloure un DVD de definició estàndard de la pel·lícula a més del disc Blu-ray. La pel·lícula va obtenir uns ingressos de 25.531.805 dòlars al mercat de vendes de DVD dels Estats Units. El 9 de desembre de 2012 es va estrenar el doblatge en català a TV3.
La banda sonora va ser composta per William Ross, que va gravar-la amb la Hollywood Studio Symphony al Sony Scoring Stage.